# Nefroïde

De twee instulpsels liggen hier langs de x-as georiënteerd.

De nefroïde, letterlijk: niervormig, is een wiskundige kromme in het platte vlak, een cycloïde, die ontstaat door een kleine cirkel met straal r rond een grote cirkel met straal R te laten wentelen, waarbij geldt dat R = 2r. Kenmerkend voor de kromme zijn de twee instulpsels, die langs de y-as of de x-as georiënteerd kunnen liggen.
De cardioïde is ook een cycloïde, maar met R = r.

## Vergelijkingen
De nefroïde kan beschreven worden door een vergelijking.

### Cartesische vergelijking
De cartesiaanse vergelijking voor de nefroïde luidt:
{\displaystyle (x^{2}+y^{2}-4a^{2})^{3}=108a^{4}y^{2}}

### Parametervergelijking
De parametervergelijking van de nefroïde met instulpsels op de y-as wordt gegeven door:
{\displaystyle x=a(3\cos t-\cos 3t)}
en
{\displaystyle y=a(3\sin t-\sin 3t)}
De parametervergelijking van de nefroïde met instulpsels op de x-as wordt gegeven door:
{\displaystyle x=a(3\cos t+\cos 3t)}
en
{\displaystyle y=a(3\sin t+\sin 3t)}
- MathWorld. Nephroid